# Sascut
Sascut è un comune della Romania di 10 241 abitanti, ubicato nel distretto di Bacău, nella regione storica della Moldavia.
Il comune è formato dall'unione di 6 villaggi: Berești, Conțești, Pâncești, Sascut Sat, Sascut Târg, Schineni.